# Patricia Di Loreto
Patricia Susana Di Loreto (Lomas de Zamora, 5 de julho de 1970) é uma muralista, pintora e cenógrafa argentina. Trabalha como artista plástica, fazendo murais e pinturas desde 1998. Atualmente a artista visual argentina tem residencia no Brasil. Ganhadora da medalha de ouro nos Jogos Olímpicos de Londres de Arte 2012, com a obra "Fiestas, elefantes y vestidos de seda", quadro adquirido pela Embaixada da China. Artista com o pé e mente na Ilha de Santa Catarina, onde realizou varias exposições e criou importantes obras. Realizou trabalhos de cenografias no Teatro Colón de Buenos Aires, participou como Júri no Salão ABLA, Academia Boituvense de Letras e Artes, é criadora de um Projeto de Intercâmbio Cultural entre países Latinos-Americanos por meio de Chancelaria Argentina, participa atualmente de projetos de intervenções urbanas como o mural da UFSC e recentemente cinco murais no projeto "Arte en el Subte de Buenos Aires". Atualmente participa da Bienal Internacional de Curitiba. Possuem suas obras Museus, Galerias de arte, Bancos, Instituições públicas e privadas do mundo.

## Vida
Patricia Di Loreto nasceu em Lomas de Zamora, Argentina. Quando pequena, seu pai era empresário e fazia a frente de uma empresa internacional, precisando recorrentemente viajar e trabalhar por meses (às vezes anos) em outros países. Tal dinâmica familiar fez com que Patricia e sua irmã mais nova, Adriana, crescessem entre os países Peru, Espanha, Paraguai e Itália. Aos 18 anos, de volta há Buenos Aires, Patricia entrou na Universidade de Belgrano para estudar Arquitetura e Urbanismo onde cursou 4 anos e não chegou a concluir, visto que seu maior interesse sempre foi artístico. Então, algum tempo depois, entrou para a Universidad Nacional de las Artes (Escola Nacional de Bellas Artes Prilidiano Pueyrredón), onde após se formar teve como mestres de desenho e gravura Ernesto Pesce e Roberto Páez; e em pintura Carlos Gorriarena, que foram indispensáveis em seu crescimento como artista.

## Cronologia Artística
- 1999

Primeiro Prêmio Colegio de Abogados de Mercedes. Buenos Aires, Argentina.
- 2002

Exposição individual Centro Cutural General San Martín. Buenos Aires, Argentina.
Exposição C.E.T.C. del Teatro Colón de Buenos Aires, Argentina.
SALÓN NACIONAL Museo de Bellas Artes de La Plata, Buenos Aires, Argentina.
- 2003

Exposição Individual no Centro Cultural Marco Del Pont, Museo Perlotti. Buenos Aires, Argentina. 
- 2004

Trabalhou em oficinas de pinturas, escultura e artesanatos teatrais no Teatro Colón. Buenos Aires, Argentina. 
- 2006

Terceira menção XXVIII SALÓN NACIONAL DE PINTURA - Museo de Bellas Artes Fernán Félix de Amador, LUJÁN, Buenos Aires, Argentina.
Exposição Individual Museo de Bellas Artes Fernán Félix de Amador, Luján, Buenos Aires, Argentina.
Segundo prêmio Sociedad Argentina de Artistas Plásticos. Buenos Aires, Argentina.
- 2008

Intervenção urbana no Mercado Público de Florianópolis, Santa Catarina, Brasil.
Exposição individual Fundação Franklin Cascaes, Florianópolis. Brasil
XXXVIII SALÓN NACIONAL DE PINTURA - Museo de Bellas Artes Fernán Félix de Amador, Buenos Aires, Argentina.
Exposição individual Museu de Arte de Santa Catarina (MASC), Centro Integrado de Cultura - CIC. BRASIL 
- 2009

Exposição individual Banco de Desenvolvimento da Região Sul, Florianópolis, BRASIL
Exposição coletiva Museo Municipal de Bellas Artes Manuel Belgrano. Buenos Aires, Argentina.
- 2010

Exposição coletiva em Museo de Arte Contemporáneo Latinoamericano. La Plata, Buenos Aires, Argentina.
- 2011

Exposição Individual em Consulado da República Argentina em Florianópolis, Brasil.
Mostra declarada de “Interés Cultural por Ministerio de Cultura de la Nación Argentina. Buenos Aires, Argentina.
Exposição Arte Clássica 2011. Buenos Aires, Argentina.
Exposição individual na Assembléia Legislativa de Santa Catarina. Florianópolis, Santa Catarina, Brasil.
- 2012

Exposição de pintura na CREATIVE CITIES COLLECTION LONDON 2012. Premiada pelo governo Chinês nas Olimpíadas de Arte em Londres 2012. Reino Unido.
Convocada como jurada internacional no PRIMEIRO SALÃO NACIONAL DE PINTURA ABLA San Pablo, (ASSEMBLÉIA LEGISLATIVA DE SANTA CATARINA). BRASIL.
Exposição Individual na USINA CULTURAL DO GASÓMETRO, apoiada pelo CONSULADO ARGENTINO EN Porto Alegre, Rio Grande do Sul, Brasil.
Mostra declarada de “Interés Cultural por Ministerio de Cultura de la Nación Argentina. Buenos Aires, Argentina.
Mural de Intercambio Cultural Argentina - Brasil, para a Universidade Federal de Santa Catarina - UFSC, Brasil.
Convidada a participar do Foro Social Mundial Arte no Muro, projeto de murais. Porto Alegre, RS, Brasil;
- 2013

Exposição de Mural. Homenagem à muralistas latinoamericanos em Facultad de Derecho, Noite dos Museos. Buenos Aires, Argentina.
Exposição Individual Saravá. Facultad de Derecho, Noite dos Museos. Buenos Aires, Argentina.
Exposição Individual. Mostra itinerante declarada de “Interés Cultural por Ministerio de Cultura de la Nación Argentina pelo Consulado Argentino do Rio de Janeiro. Rio de Janeiro, Brasil.
Exposição Individual BANCO DE LA NACIÓN ARGENTINA. Sala Alejandro Bustillo. Buenos Aires, Argentina.
Mostras coletivas na Assembleia Legislativa de Santa Catarina e no CENTRO INTEGRADO DE CULTURA DE FLORIANÓPOLIS - CIC. Florianópolis, SC, Brasil.
- 2014

Exposição Individual no CENTRO CULTURAL DOS CORREIOS. Rio de Janeiro, Brasil.
Exposição Individual AMICUS EN COMPLEJO HISTÓRICO Y MUSEOLÓGICO DE LA MANZANA DE LAS LUCES. Buenos Aires, Argentina.
Exposição colectiva Paisajes Encontrados SEDE DE LA UNIVERSIDAD DEL MUNICIPIO TRES DE FEBRERO. DECLARADA DE INTERÉS CULTURAL.
Exposição Individual FUNDACIÓN PASAJE 865. Buenos Aires, Argentina.
Exposição Fundação Hassis. SANTA CATARINA, BRASIL.
Exposição FOTOGRAFIAS INTERVENIDAS em FG. CURITIBA/. CAMBORIU. BRASIL.
- 2015

Exposição Individual de desenhos e pinturas "Ostinato". MUSEO MUNICIPAL DE BELLAS ARTES FERNÁN FÉLIX DE AMADOR. BUENOS AIRES. ARGENTINA
Intervenção URBANA EM SUBTERRÁNEOS DE BUENOS AIRES. CINCO MURALES DE LA SERIE AMICUS EN LÍNEA E.

"La Nueva Aurora" tecn mixta sobre tela. Selecionada para Premio ADQ Banco Ciudad

MOSTRA DE INTERCAMBIO CULTURAL DE ALMA E DE -LUCES. BRASIL ARGENTINA. CENTRO CULTURAL BORGESEN BUENOS AIRES Y GALERÍA DE ARTE LUCIANO MARTINS. Brasil.
Exposição Individual em MUSEO DE ARTE DE LA PLATA. MUMART. Buenos Aires. Argentina.
- 2016

Exposição coletiva A Cor de nossa tela Tv Ufsc: UNIVERSIDAD FEDERAL DE SANTA CATARINA Y UNIVERSIDAD DEL ESTADO DE SANTA CATARINA. BRASIL
MURAL DEL BICENTENARIO. ESCUELA REPÚBLICA ARGENTINA DE PUERTO MONTT. Aval del Consulado Argentino en Puerto Montt, Chile.
Selecionada BANCO CIUDAD PREMIO PINTURA ARGENTINA 2016. CENTRO CULTURAL RECOLETA; BUENOS AIRES
MOSTRA DE INTERCAMBIO CULTURAL BRASIL- ARGENTINA. USINA DO GASÓMETRO. Porto Alegre; Brasil
Exposição Individual en MESC. MUSEO DE LA UNIVERSIDAD DEL ESTADO DE SANTA CATARINA; BRASIL
- 2017

Exposição na BOLSA DE COMERCIO DE BUENOS AIRES.
Artista convidada para participar com uma obra no 68 ANIVERSARIO DEL MASC. MUSEO DE ARTE DE SANTA CATARINA. BRASIL
MURAL DE INTERCAMBIO CULTURAL EN LA ONG LAR RECANTO DO CARINHO. FLORIANÓPOLIS. BRASIL.
Publicação de ilustrações para o livro A FESTA DO GAMBÁ. BRASIL
- 2018

Exposição coleção OGNUNO IL SUO STILO, GALERÍA TARTAGLIA ROMA, CENTRO CULTURAL DOS CORREIOS. Rio de Janeiro, Brasil.
Exposição Individual Autoretrato en Brasil 2019. CONSULADO ARGENTINO em Santa Catarina, Brasil.
- 2019

Exposição coletiva GALERIA TARTAGLIA ROMA, CENTRO CULTURAL DOS CORREIOS. Brasilia, Brasil.
Participação na BIENAL INTERNACIONAL DE CURITIBA, MASC. Santa Catarina, Brasil.
Exposição individual em Galeria de Arte de Villa Francioni, São Joaquim, SC. Brasil. 